# 天王星
天王星（てんのうせい、Uranus）は、太陽系第7惑星である。太陽系の惑星の中で木星・土星に次いで3番目に半径が大きく、木星・土星・海王星に次いで4番目に重い。1781年3月13日、イギリスの天文学者ウィリアム・ハーシェルにより発見された。名称は、ギリシア神話における天の神ウーラノス（Ουρανός、ラテン文字転写: Ouranos）のラテン語形である。
最大等級+5.6等と地球最接近時は肉眼で見える明るさになることもあり、ハーシェルによる発見以前にも恒星として20回以上観測されていた（肉眼観測も含む）。

## 物理的性質

### 内部構造

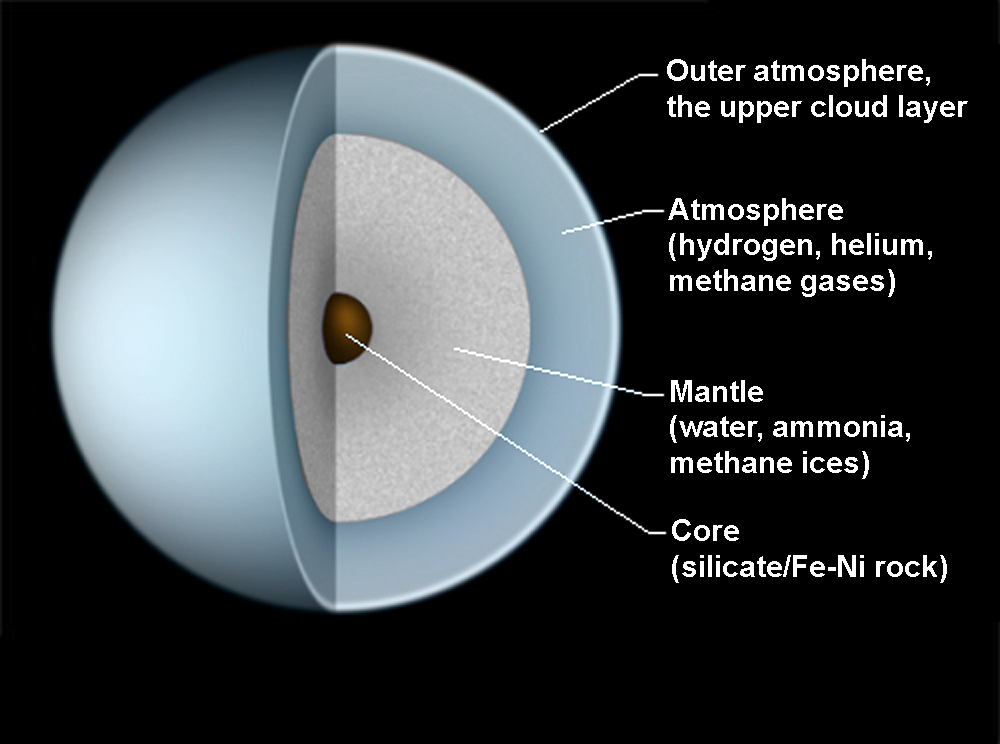
天王星の内部構造。

天王星は主にガスと多様な氷から成っている。地球上の氷は液体の水{\displaystyle {\ce {H2O}}}が冷えて固まったものを指すが、天文学ではメタンやアンモニアでも氷という。大気には水素が約83%、ヘリウムが15%、メタンが2%含まれている。内部は重い元素に富み、岩石と氷からなる核のほか、水やメタン・アンモニアが含まれる氷からなるマントルで構成されていると推測されている。酸素・炭素・窒素が多く含まれ、ほとんどが水素とヘリウムで出来ている木星や土星とは対照的である。天王星と海王星は従来木星型惑星に分類されていたが、木星や土星の核から液体の金属水素の層を除いたものによく似ており、内部は比較的均一に分布しているようである。こうした違いから、木星型とは異なる天王星型惑星（英: ice giant）として分類されるようになった。

### 自転軸

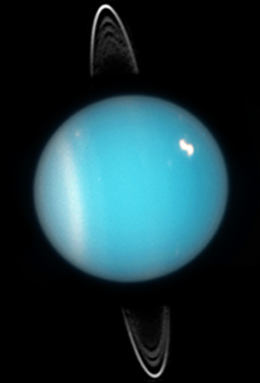
横倒しになった天王星。南半球には線状の雲、北半球には明るい雲も見える。

天王星の特徴の一つとして、自転軸の極端な傾きが挙げられる。天王星の赤道傾斜角は約98度、つまり黄道面に対しほぼ横倒しとなっている。また自転軸は太陽を向いていないので、約84年の公転周期の間で太陽光が天王星の北極→赤道→南極→赤道… とあたることになる。そのため南北極点では昼と夜がそれぞれ約42年間続き、昼の間は極点を中心に太陽がらせんを描きながら、約42年かけて地平線に沈んでいく。
天王星の自転軸がなぜこれほど傾いているのかは判明していない。古典的な推察として、星がまだ完成されていない時期に、大きな原始天体が衝突したという説（ジャイアント・インパクト説）や、かつて巨大衛星が存在しており、その引力の影響で徐々に傾斜していったという説も唱えられている。また、天王星が現在のように自転軸が公転面に対して横倒しになるには、地球サイズの天体が1回ではなく、2回衝突する必要があることがシミュレーション研究により判明したとの報告もある。
天王星は自転軸の傾きのため、極周囲の方が赤道周囲よりも太陽からの熱を受けているが、後者の方が前者よりも温度が高い。この理由もまだ解明されていない。

### 大気
天王星が青緑色に見えるのは、上層大気に含まれるメタンによって赤色光が吸収されるためである。ただし、色は公転に伴って変化する。そのため、天王星には季節変化があると推測されている。
天王星の大気は、他のガス惑星と比べると雲がほとんど見られない、特徴の少ないのっぺりとした外観を持つ。これは、横倒しになった自転軸の影響で、昼夜での気温変化がほとんどないためである。しかし、2007年に天王星は春分を迎え、赤道方向に太陽光が当たるようになると、通常の惑星と同じような昼夜の繰り返しが起こるようになったため、気温変化が起こるようになった。実際、2011年に北半球でかなとこ雲に相当する白い雲が観測された。これは、メタンの氷で出来た雲と考えられている。

### 磁場

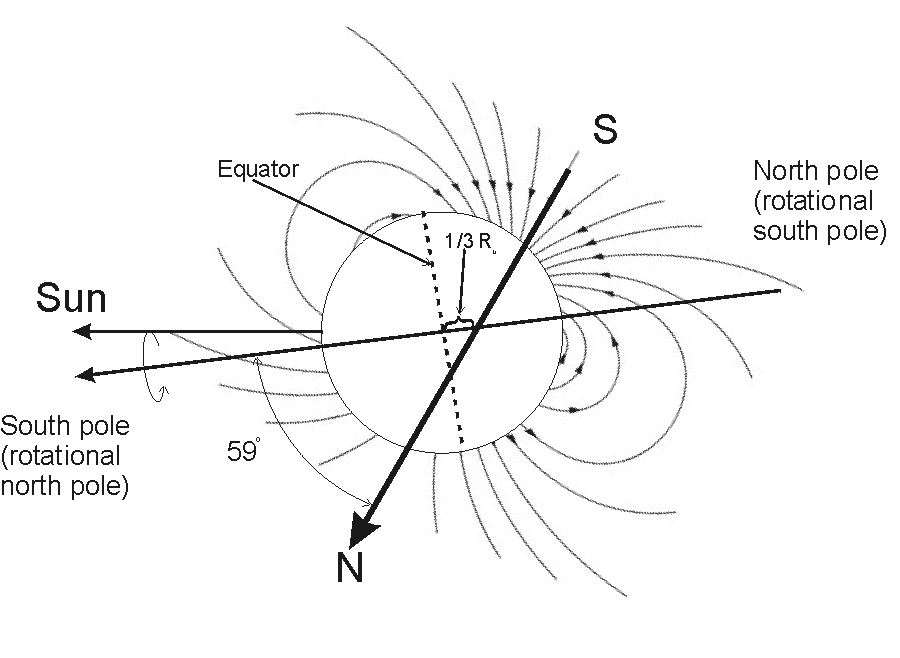
ボイジャー2号によって観測された天王星の磁場

天王星の磁場(アニメーション)2020年3月25日

ボイジャー2号によって、天王星に磁場の存在が確認された。その強さは地球とほぼ同じである。しかし地球や木星とは大きく異なる特徴として、磁場の中心は惑星の中心から大幅にずれており、また磁場の軸が自転軸から60°も傾いている。そのため、地球のそれよりずっと大きく変動するとされる。ヴァン・アレン帯も土星並みに強く、内側の衛星や環に存在するメタンは、強い化学変化を受けて黒っぽく変色してしまう。
2011年11月、ハッブル宇宙望遠鏡が天王星のオーロラ嵐を2度にわたって観測した。

## 発見

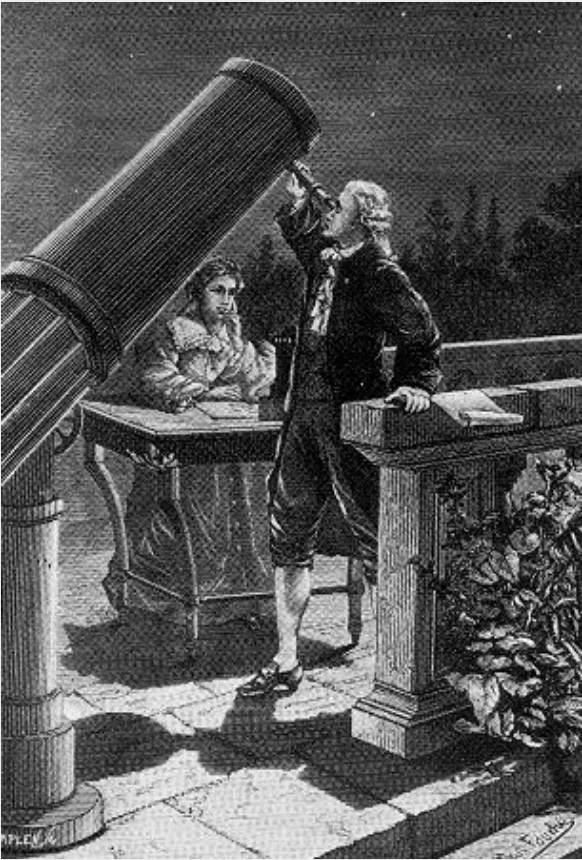
観測を行うハーシェル

天王星が惑星として確認されたのは近代になってからである。実際には何度も観測されてはいたが惑星とは認識されていなかった。知られている観測例は、1690年にジョン・フラムスティードがおうし座34番星として記録したものが最古である。
1781年3月13日、ウィリアム・ハーシェルが天王星を観測した。彼はそれが新天体であることには気づいたが、彗星だと考え、同年3月22日に彗星を発見したと発表した。しかしその後観測が進むと、彗星だと仮定して求めた軌道は観測に合わなかった。そこで、アンダース・レクセルは円軌道を仮定して軌道を求め、観測結果を説明することに成功した。求められた軌道長半径は18.93auで、新天体は土星のはるか遠方の、それまで思われていたよりもずっと巨大な天体であることがわかった。これ以後、新天体は惑星と見なされるようになった。
ハーシェルは新惑星をイギリス国王ジョージ3世にちなみ、ゲオルギウム・シドゥス（Georgium Sidus、ラテン語で「ジョージ星」の意）と名付けた（のちに、sidusは恒星であって惑星ではないという指摘を受け、ジョージアン・プラネット（Georgian Planet）に改名）。しかし、イギリス以外では普及しなかった。1784年にジェローム・ラランドが提案した「ハーシェル」は、フランスの天文学者の間に広まった。その後も多くの名前が提案されたが、最終的に、ヨハン・ボーデが提案、空の神ウーラノスに由来する「ウラヌス」が広まった。1827年までにはイギリスでもこの名が最も一般的になり、全ての天文台がウラヌスに切り替えたのは1850年だった。なお、中国で生まれた「天王星」という訳語が、日本・韓国・ベトナムにも広まった。

### 惑星探査
天王星に接近した宇宙探査機は、1977年8月20日に打ち上げられたアメリカ航空宇宙局のボイジャー2号のみである。ボイジャー2号は1986年1月24日に天王星に最接近し、天王星のほか、環や衛星を撮影した。
日本では、1970年代にN-Iロケットを使用した探査が検討されたが、当時はスイングバイ技術を有していなかった事や観測衛星の性能不足などから実現しなかった。

## 衛星と環

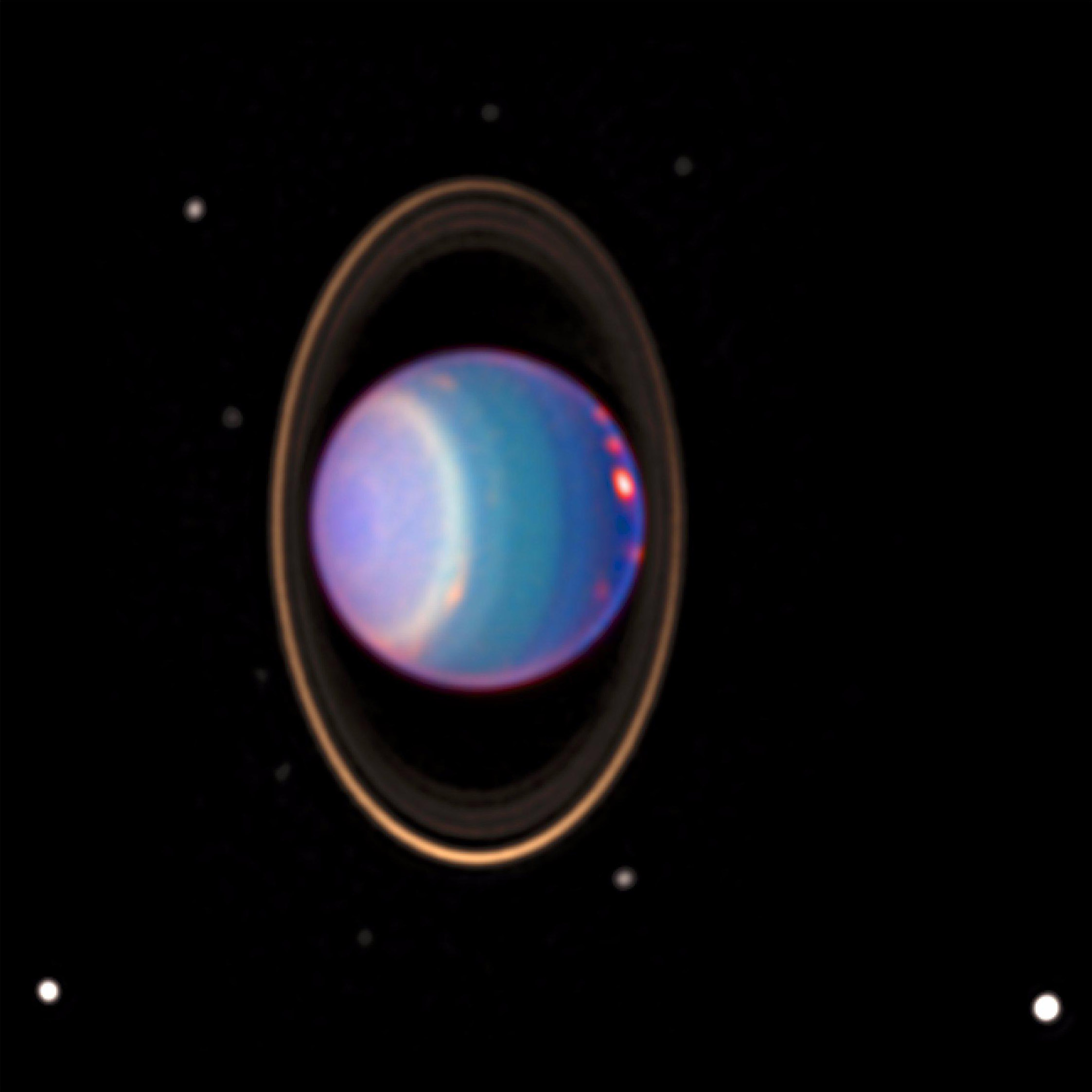
天王星の環と衛星（1998年、ハッブル宇宙望遠鏡により撮影）

天王星には2025年8月19日の時点で29個の衛星が発見されており、そのうち27個が命名されている。衛星の名前はウィリアム・シェイクスピアかアレキサンダー・ポープの作品中の登場人物名がつけられている（24個がシェイクスピア関連である）。
ボイジャー2号が接近するより前に発見されたアリエル・ウンブリエル・チタニア・オベロン・ミランダを天王星の5大衛星と呼ぶことがある。
衛星の他に、直径10m以下の暗い物質で構成された薄い環もある。天王星の環に関して最初に言及したのは惑星本体の発見者でもあるウィリアム・ハーシェルであった。ハーシェルは1789年2月22日に「赤みがかった」環（ε環と推測される）を観測し、1797年に正式に発表した。だが、この説は受け入れられず、その後約200年にわたり環は観測されなかった。1977年3月10日にカイパー空中天文台から恒星の掩蔽を観測する事によって天王星の環は発見された。その環は暗く、とてもハーシェルの時代の望遠鏡で見えるものではないと思われたが、後にカッシーニによる観測で土星の環が拡散しつつあるという事が分かったため、ハーシェルは天王星の環を実際に観測していたが、その後2世紀の間に環が暗くなってしまったのではないかという仮説が立てられている。
天王星の写真に写る輪は一般に鮮やかな色をしているが、これらは殆どが赤外線域で撮影された輪を可視光域の写真と合成したり、あるいは写真そのものが赤外線域で撮影されたものである。可視光では前述の通り非常に暗い為に、輪が明瞭に撮影される事はまず無い。
2007年には、天王星の環が地球から見て真横を向く位置になった。天王星では公転周期の半分にあたる42年に一度の出来事である（環が真横を向くのは木星では6年、土星では15年に一度）。また衛星やその影が惑星と重なるのは木星や土星ではよく見られる光景だが、この時にハッブル宇宙望遠鏡によって天王星と重なるように通過する衛星とその影の画像が撮影された。

## 人類との関係

### 歴史と神話
"Uranus"（ウラヌス）という名称は古代人による命名ではなく、近世以降に発見された惑星に、他の惑星に倣って「未使用の神話上の大物」の名が付けられたもので、天体の外見や運行上の特徴と付けられた神名の関わりは希薄である。なお、"Uranus" はギリシア神話に由来する名称であり、他の惑星がローマ神話に由来する名称を与えられていることから、本来であればこの惑星は "Caelus"（カイルス）と命名されるべきであったが、それはローマ神話で対応する名称が忘れ去られてしまうほどこの神の存在が人々の記憶から希薄になっていたことを意味する。名称の由来となったウーラノスは、ギリシア神話の主神ゼウス（ローマ神話のユーピテル（ジュピター＝木星））の祖父にあたり、農耕神クロノス（ローマ神話のサートゥルヌス（サターン＝土星））の父にあたる。中国（東洋天文学・占星術）では未発見のため名称がなく、天空神であるウーラノスを翻訳して「天王星」と命名し、これが日本でも用いられている。

### 占星術
天王星は10大天体のひとつであるが、近代（18世紀）になって発見されたため七曜・九曜には含まれない。西洋占星術では宝瓶宮（みずがめ座）の守護惑星（天王星が発見される以前は土星が守護惑星であった）で、海王星や冥王星と同様に「常識外のこと」や「潜在的なこと」を表すとされる「トランスサタニアン（土星外の天体）」と呼ばれる惑星のひとつであり、凶星（マレフィック）である。西洋占星術において天王星は「創造と改革の惑星」とも呼ばれ、公転周期が約84年であることから、ひとつの星座の間を約7年で移動するため、ひと時代ごとの新たな方向性に影響を与える星とされ、「人生に起こる突発的な事柄」や「ハプニング」などを示すとされる。象徴するキーワードは「変化」「革新」「独自性」「独立」「進歩」「自由」「ユニークさ」「革命」「爆発的な力」「発明」「専門性」「未来」「分裂」などで、象徴する人物は「発明家」「科学者」「博愛主義者」などがある。

### 惑星記号
この惑星が "Uranus" と命名される以前は、発見者にちなんで "Herschel"（ハーシェル）と呼ばれたため、"Herschel" の "H" を他の惑星記号に似せて図案化した「」が占星術や天文学を通して用いられ、これが改称後も用い続けられている。また、元々は白金を表す記号であった「」（金（太陽＝）と鉄（火星＝）を合わせたもの）が用いられることもある（日本のテレビアニメ『美少女戦士セーラームーン』において、セーラーウラヌスの変身シーンでは旧作アニメ、新作アニメともに前者の記号が用いられた）。

## ギャラリー

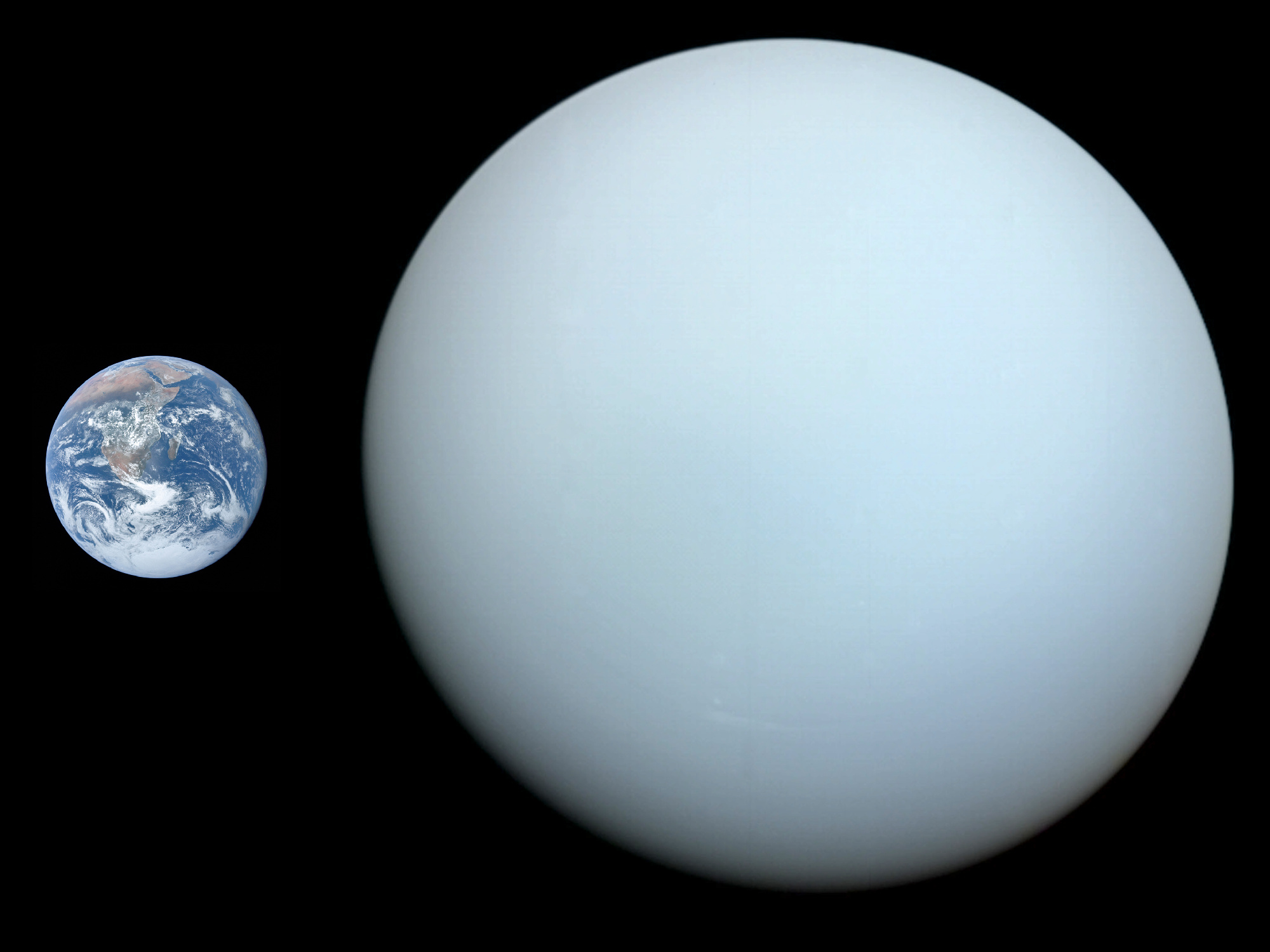
地球との大きさ比較。
赤線が天王星の公転である。